# Сушкин, Константин Николаевич
Константи́н Никола́евич Су́шкин (1879—1937) — инженер-локомотивостроитель. Под его руководством и с его участием были созданы различные типы паровозов Коломенского завода. Создатель паровозов серий К и Су.

## Биография
Константин Николаевич Сушкин родился в 1879 году в селе Сноведь Ардатовского уезда Нижегородской губернии в семье горнозаводского мастерового Николая Афанасьевича Сушкина. В семье было девять детей — Василий, Николай, Александр, Михаил, Константин, Владимир, дочери Екатерина, Елизавета, Александра,
В 1883 году семья Сушкиных переезжает в Коломну. Н. А. Сушкин стал работать на Коломенском машиностроительном заводе: мастером, начальником колесного цеха.
В 1891 году Константин Сушкин окончил курс шестиклассного училища при Коломенском заводе и в тринадцать лет начал работать на Коломенском заводе копировщиком в пароходном бюро завода. Экстерном окончил Московское высшее техническое училище.
К. Н. Сушкин принимал непосредственное участие в проектировании многих типов паровозов широкой и узкой колеи для российских железных дорог, созданных на Коломенском заводе в дореволюционный период.
В 1907 году совместно с Е. Е. Нольтейном был создан пассажирский паровоз заводского типа 106. Сочетание простой паровой машины, работающей на перегретом паре и мощного котла привело к отличному результату. Для увеличения площади колосниковой решётки котел паровоза был поднят над рамой. Высота его оси над рельсами составила более 3 метров. Такое конструктивное решение открыло перспективу дальнейшего увеличения мощности паровозов. За этот паровоз на всемирных выставках в Буэнос-Айресе (1910 г.) и Турине (1911 г). Коломенский завод был награждён Большими премиями.
В ходе реформы наименований серий локомотивов МПС Российской Империи, проводимой под руководством Ю. В. Ломоносова в 1912 г., эти паровозы получили серию «К». Конструкция локомотивов трижды улучшалась (заводские типы 109, 114, 121).
После ухода с завода Феликса Мейнеке (тот был интернирован как гражданин Германии), с 1914 года К. Н. Сушкин стал начальником конструкторского бюро завода.
Особая заслуга К. Н. Сушкина состоит в том, что в годы Гражданской войны на Коломенском заводе был сохранён научно-технический потенциал.
В 1925 году под руководством К. Н. Сушкина и инженера П. И. Тахтаулова на базе паровоза Св был создан пассажирский паровоз 1-3-1 серии Су (Сормовский усиленный). Благодаря внесённым в его конструкцию существенным усовершенствованиям этот локомотив по большинству параметрам превзошёл своих предшественников и на долгое время стал основным пассажирским паровозом СССР. В период с 1925 по 1951 г. разными заводами было выпущено более 2680 паровозов Су 4-х модификаций.
Волею судьбы в имени этой машины оказалось запечатлена память о её создателе.
В 1931 году под руководством К. Н. Сушкина, уже главного конструктора Коломенского завода и одновременно помощника управляющего Локомотивпроекта по технической части (конструкторское подразделение, созданное по решению правительства на предприятии, позднее — Центральное Локомотивопроектное Бюро), за сто дней был спроектирован товарный паровоз серии ФД (заводской тип 1П, «Феликс Дзержинский»). На тот момент это был самый мощный паровоз в Европе — его касательная мощность составила 3000 л. с.
В 1932 г. коллектив ЦЛПБ с максимальным использованием наработок паровоза ФД был создан пассажирский локомотив 1-4-2, которому присвоили обозначение 2П, а впоследствии серию «ИС» — «Иосиф Сталин». В 1937 году паровозов серии ИС (ИС20-241) был представлен на Всемирной выставке в Париже, где получил премию Гран-при.
В 1932 году под руководством К. Н. Сушкина впервые в мире при помощи электросварки на Коломенском заводе был создан цельносварной котел для паровоза типа 159, позволившую снизить его массу на 575 кг. Котёл был установлен на паровозе 159—474 (заводской номер 6528). Впоследствии с практически такой же конструкцией котла паровозы типа 159 строились по чертежам Коломенского завода Подольским, Невским и Новочеркасским заводами. Построенные этими заводами паровозы имели цельносварные тендеры.
До самой смерти в декабре 1937 года К. Н. Сушкин продолжал плодотворно работать над совершенствованием паровозов серии Су. В результате мощность паровоза была повышена ещё на 10 %.
К. Н. Сушкин — член, созданного по его инициативе, технического совета Коломенского завода. Воспитал плеяду талантливых конструкторов локомотивов, в их числе — выдающего конструктора советских паровозов Л. С. Лебедянского.

## Награды
18.07.1931 г. — Премия Локомотивпроекта в размере 2000 рублей за 40-летнюю безупречную деятельность в области паровозостроения.
05.01.1932 г. — Почётная грамота Центрального локомотивного конструкторского бюро Коломенского завода за подлинно социалистическое отношение к труду, высокие показатели производительности труда.
18.07.1936 г. — Благодарность руководства завода за 45-летнюю безупречную деятельность на предприятии и большой вклад в паровозостроение (за разработку паровоза высокого давления, вероятно паровоз В5).

## Династия
Потомки Н. К. Сушкина трудятся на Коломенском Заводе по сей день. Совокупный стаж работы тридцати представителей пяти поколений этой династии составляет 945 лет. Большинство из них — инженерные работники, которые своим трудом и талантом способствовали становлению и развитию завода, внедрению инновационной продукции и процессов.
В апреле 2017 г. губернатор Московской области А. Ю. Воробьев вручил Благодарность трудовой династии Сушкиных-Юсовых, занявшей первое место в конкурсе «Лучшая трудовая династия Московской области» в номинации «Промышленность».
Племянник Н. К. Сушкина, капитан-лейтенант Лев Михайлович Сушкин (1912—1943 годы) — знаменитый снайпер торпедных атак, командир подводной лодки «С-55», награждён двумя орденами Красной Звезды. В составе группы подводных лодок в 1942 г. «С-55» перешла с Тихоокеанского на Северный флот через Панамский канал. Адмирал А. Г. Головко, командовавший в те дни Северным флотом: «Командир „С-55“ Сушкин прославился как мастер дуплета: одним торпедным залпом топил два вражеских транспорта». К концу 1943 года на счету «С-55» было пять потопленных и один повреждённый корабль врага. 29 декабря 1943 года «С-55» не вернулась с боевого задания, подорвавшись на мине.